# جوزف مغبغب
جوزف مغبغب، سياسي لبناني كاثوليكي، من مواليد العام 1930م. وهو محامٍ وسياسي. انتخب نائبا في البرلمان اللبناني في دورتي العام 1964 و 1968 ميلادي. وكان من المنتسبين لحزب الوطنيين الأحرار. وعرف عنه انتقاده الشديد لاتفاق القاهرة.